# Margaret Lindsay
Margaret Lindsay, nata Margaret Kies (Dubuque, 19 settembre 1910 – Los Angeles, 9 maggio 1981), è stata un'attrice statunitense.

## Biografia
Nata in Iowa e prima di cinque figli, decise di intraprendere la carriera di attrice e studiò presso l'Accademia Americana di Arti Drammatiche. In attesa di scritture, si trasferì temporaneamente in Inghilterra con lo scopo di approfondire i propri studi, ed è proprio là che debuttò sul palcoscenico, consolidando la propria reputazione. Rientrata in patria, riprese a sostenere provini per Broadway, ma con scarsi risultati.
Nello stesso periodo riuscì però ad ottenere diverse piccole parti in produzioni della Universal, casa produttrice che la scritturò per il tocco "british" che l'attrice aveva affinato durante il suo soggiorno in Europa. Dopo il film Lady Killer (1933), la sua carriera iniziò a decollare, e la Lindsay si ritrovò a condividere la scena con star come Bette Davis, con cui recitò in diverse occasioni, tra le quali nel melodramma Figlia del vento (1938), kolossal che anticipò di un anno Via col vento (1939).
Dopo quasi sei anni di lavoro nel cinema, la Lindsay continuava a vedersi offrire ruoli in film minori, che nulla avrebbero aggiunto alla sua carriera, o si vedeva proporre scritture per parti da comprimaria, spalla di altri attori o attrici. All'inizio degli anni quaranta l'attrice accettò pertanto di recitare in una serie di pellicole incentrate sulla figura del detective Ellery Queen, che in patria la diedero effettivamente una certa notorietà. 
Nel 1945 ottenne ancora un ruolo prestigioso nel film noir Strada scarlatta (1945) di Fritz Lang e, dalla fine del decennio, passò alla televisione, dove recitò quasi esclusivamente negli anni successivi, con un ritorno al cinema in un'unica occasione per il film Il sole nella stanza (1963), prima del ritiro dalle scene nel 1967. 
Rimasta nubile per tutta la vita, visse con una delle sorelle fino alla morte, avvenuta nel 1981 a causa di un enfisema. Secondo lo storico e biografo William J. Mann, ebbe una lunga relazione con l'attrice Mary McCarty, conclusasi nel 1980 con la morte della McCarty.

## Filmografia parziale

### Cinema
- La scomparsa di miss Drake (Okay America!), regia di Tay Garnett (1932)
- The Fourth Horseman, regia di Hamilton MacFadden (1932)
- The All-American, regia di Russell Mack e, non accreditato, George Stevens (1932)
- Once in a Lifetime, regia di Russell Mack (1932)
- Cavalcata (Cavalcade), regia di Frank Lloyd (1933)
- West of Singapore, regia di Albert Ray (1933)
- La falena d'argento (Christopher Strong), regia di Dorothy Arzner (1933)
- Private Detective 62, regia di Michael Curtiz (1933)
- Baby Face, regia di Alfred E. Green (1933)
- Catturato (Captured!), regia di Roy del Ruth (1933)
- La casa della 56ª strada (The House on 56th Street), regia di Robert Florey (1933)
- Lady Killer, regia di Roy del Ruth (1933)
- Nebbia a San Francisco (Fog Over Frisco), regia di William Dieterle (1934)
- Il selvaggio (Bordertown), regia di Roy Del Ruth (1935)
- Paura d'amare (Dangerous), regia di  Alfred E. Green (1935)
- La pattuglia dei senza paura ('G' Men), regia di William Keighley (1935)
- La riva dei bruti (Frisco Kid), regia di Lloyd Bacon (1935)
- L'isola della furia (Isle of Fury), regia di Frank McDonald (1936)
- Alta tensione (Slim), regia di Ray Enright (1937)
- La moglie del nemico pubblico (Public Enemy's Wife), regia di Nick Grinde (1937)
- La luce verde (Green Light), regia di Frank Borzage (1937)
- Una moglie ideale (The Lady Consents), regia di Stephen Roberts (1938)
- Figlia del vento (Jezebel), regia di William Wyler (1938)
- Acciaio umano (Hell's Kitchen), regia di Lewis Seiler (1939)
- La casa dei sette camini (The House of the Seven Gables), regia di Joe May (1940)
- I cacciatori dell'oro (The Spoilers), regia di Ray Enright (1942)
- L'incubo del passato (Crime Doctor), regia di Michael Gordon (1943)
- Alaska inferno dell'oro (Alaska), regia di George Archainbaud (1944)
- Strada scarlatta (Scarlet Street), regia di Fritz Lang (1946)
- Her Sister's Secret, regia di Edgar G. Ulmer (1946)
- Il ritorno dei vigilanti (The Vigilantes Return), regia di Ray Taylor (1947)
- Il giudice Timberlane (Cass Timberlane), regia di George Sidney (1947)
- La moglie ricca (B.F.'s Daughter), regia di Robert Z. Leonard (1948)
- Il fondo della bottiglia (The Bottom of the Bottle), regia di Henry Hathaway (1956)
- Il frutto del peccato (The Restless Years), regia di Helmut Käutner (1958)
- Il ritorno dell'assassino (Jet Over the Atlantic), regia di Byron Haskin (1959)
- Non mangiate le margherite (Please Don't Eat the Daisies), regia di Charles Walters (1960)
- Il sole nella stanza (Tammy and the Doctor), regia di Harry Keller (1963)

### Televisione
- TV Reader's Digest – serie TV, episodio 2x11 (1955)
- Surfside 6 – serie TV, episodio 2x10 (1961)

## Doppiatrici italiane
- Dhia Cristiani in Paura d'amare, Il frutto del peccato, Il sole nella stanza
- Renata Marini in La pattuglia dei senza paura
- Lydia Simoneschi in I cacciatori dell'oro
- Clelia Bernacchi in Non mangiate le margherite